# Plinia peruviana
Plinia peruviana là một loài thực vật có hoa trong Họ Đào kim nương. Loài này được (Poir.) Govaerts mô tả khoa học đầu tiên năm 2008.